# Predanovci
Predanovci (Hongaars: Rónafő) is een plaats in Slovenië en maakt deel uit van de gemeente Puconci in de NUTS-3-regio Pomurska. De plaats telde 175 inwoners op 1 januari 2020.